# Neumatt
Neumatt è una serie televisiva svizzera di genere drammatico girata fra agosto e dicembre 2020 a Zurigo e nell’Oberland zurighese e trasmessa a partire dal 2021.

## Trama
Una famiglia divisa tra città e campagna lotta per la sopravvivenza della propria fattoria.

## Personaggi

### Principali
- Michi Wyss, interpretato da Julian Koechlin, vive a Zurigo e lavora in ambito finanziario, ma in seguito al suicidio del padre è costretto a tornare alla fattoria di famiglia per dare una mano
- Katharina, interpretata da Rachel Braunschweig, madre di Michi
- Trudi, interpretata da Marlise Fischer, nonna paterna di Michi
- Sarah, interpretata da Sophie Hutter, sorella di Michi
- Lorenz, interpretato da Jérôme Humm, fratello di Michi.

## Episodi
| Stagioni         | Episodi | Prima TV Svizzera | Pubblicazione Italia |
| ---------------- | ------- | ----------------- | -------------------- |
| Prima stagione   | 8       | 2021              | 2022                 |
| Seconda stagione | 8       | 2023              | 2024                 |
| Terza stagione   | 8       | 2024              | ...                  |

## Distribuzione
- In Svizzera la serie è disponibile dal 25 settembre 2021[1] sulla piattaforma streaming Play Suisse[2].